# بياله باشا
بياله باشا (1515-1578) (بالتركية: Piyale Paşa)‏ من أكبر أمراء البحر العثمانيين، أصله من دم كرواتي، انخرط في خدمة القصر في إسطنبول، وعين كبيرا لأمراء البحر، خَلَف سنان باشا في منصب أمير الأسطول العثماني الذي كان يشغله (1548 – 1554). قام بأعمال مجيدة في البحر المتوسط، وانتصر في عدة معارك ضد الجمهوريات الإيطالية.
كان من أهم أعماله إستيلائه على جزيرة جربة وانتصر على إسطول أسباني فيها. على إثر ذلك، زوجه السلطان سليمان القانوني بحفيدته. حاصر جزيرة مالطا عام 1565م وفشل في فتحها لدخول فصل الشتاء وتدفق المساعدات من الأوروبيين عليها.
دخل بيالة باشا الديوان لاحقاً وأصبح وزير قبة بمرتبة الوزير الثاني .